# Чернышёв, Владимир Константинович
Влади́мир Константи́нович Чернышёв (5 июня 1927, Серпухов, Московская губерния — 30 апреля 2005, Москва) — советский и российский физик, доктор физико-математических наук, сотрудник ВНИИЭФ, специалист по магнитному обжатию вещества и взрывной магнитной гидродинамике.

## Биография
В 1949 году окончил МИФИ, после чего по советской программе разработки ядерного оружия был распределён в КБ-11 Первого отделения (ныне сектор 3 ВНИИЭФ) в Арзамас-16 (ныне Саров). Быстро заявил о себе как о сильном учёном и в 1953 году был награждён Сталинской премией 3-й степени — «за разработку кинематики и динамики обжатия взрывом применительно к изделиям РДС-6с и РДС-5». Ученая степень доктора физико-математических наук (минуя присвоение степени кандидата физико-математических наук и учитывая выдающиеся достижения) была присвоена В. К. Чернышёву в 1979 году.
С 1955 года — начальник научно-исследовательского отдела сектора 3. В 1989 году назначен заместителем главного конструктора, начальником отделения 38, с 1994 года являлся заместителем научного руководителя ВНИИЭФ.

## Научные достижения
В начале своей научной карьеры во ВНИИЭФ работал над проблемой безопасных взрывателей, являвшейся одной из наиболее важных для развития ядерных технологий в то время. Им были разработаны безопасные электродетонаторы, значительно увеличившие безопасность ядерного оружия.
В 1950-х годах он увлекается идеей А. Д. Сахарова кумуляции энергии магнитного поля при помощи взрыва, направленного на сжатие магнитного потока, с целью использовать её для задач термоядерного синтеза. Это направление стало главным в дальнейшей научной деятельности В. К. Чернышёва.
Самым важным из достижений учёного стала разработка и создание магнитокумулятивных взрывных генераторов, которые позволили достичь показателей, недоступных для других импульсных устройств: генерируемый ток силой в 300 МА и 200 МДж энергии в импульсе длительностью 12 мкс. В 1998 году за эти работы В. К. Чернышёв был награждён премией Правительства Российской Федерации. Его команда разработала серию генераторов «Поток» и различные типы переключателей, предназначенных для уменьшения длительности генерируемых импульсов. Эта работа увенчалась достижением силы тока в 90 МА в импульсе длительностью 1 мкс.
Стал инициатором первых совместных исследований ВНИИЭФ и Лос-Аламосской лаборатории, начавшихся в 1992 году. Также под его руководством были проведены русско-французские исследования с участием Комиссариата атомной энергетики.

## Награды
- Сталинская премия третьей степени (1953) — за разработку кинематики и динамики обжатия взрывом применительно к изделиям РДС-6с и РДС-5
- Ленинская премия (1962)
- Государственная премия СССР
- премия Правительства Российской Федерации в области науки и техники (1998) — за создание сверхмощных взрывомагнитных источников энергии и их применение в научных исследованиях[3]
- орден Ленина
- орден Трудового Красного Знамени
- Премия Эрвина Маркса[англ.] Института инженеров электротехники и электроники (2003)